# 安德州 (辽朝)
安德州，中国辽朝时设置的州。
辽圣宗统和八年（990年），辽朝设置安德县，属于乾州。开泰二年（1013年）改属霸州，辽兴宗重熙十二年（1043年）改设安德州化平军下刺史。治所在安德县（今辽宁省朝阳县南九十里二十家子镇五十家子古城）。安德州被金朝占领後废除，金世宗大定七年（1167年）安德县为永德县。